# Сокіл-карлик строкатий
Сокіл-карлик строкатий (Microhierax melanoleucos) — вид хижих птахів родини соколових (Falconidae).

## Поширення
Вид поширений на півдні Китаю, сході Індії та Бангладеш, півночі М'янми, Лаосі та півночі Таїланду. Вважається, що він вимер у Бутані, а випадкові екземпляри трапляються в Гонконзі.

## Спосіб життя
Харчується переважно комахами, зокрема бабками.